# فيتور بيريرا (لاعب كرة قدم مواليد 1985)
فيتور بيريرا هو لاعب كرة قدم برتغالي في مركز الدفاع، ولد في 8 يناير 1985 في تشافيس في البرتغال. لعب مع نادي تونديلا.

## وصلات خارجية
- فيتور بيريرا (لاعب كرة قدم مواليد 1985) على موقع قاعدة بيانات كرة القدم.إي يو (الإنجليزية)
- فيتور بيريرا (لاعب كرة قدم مواليد 1985) على موقع قاعدة بيانات كرة القدم.إي يو (الإنجليزية)
- فيتور بيريرا (لاعب كرة قدم مواليد 1985) على موقع Soccerway.com (الإنجليزية)